# Plumatella stricta
Plumatella stricta är en mossdjursart som beskrevs av Allmann 1856. Plumatella stricta ingår i släktet Plumatella och familjen Plumatellidae. Inga underarter finns listade i Catalogue of Life.